# Leioproctus asper
Leioproctus asper là một loài Hymenoptera trong họ Colletidae. Loài này được Maynard mô tả khoa học năm 1997.